# Wahlkreis Edinburgh South
| Edinburgh South     |
| ------------------- |
| Edinburgh South     |
| Gebildet            |
| 1885                |
| Abgeordneter        |
| Ian Murray (Labour) |
| Regionen            |
| Edinburgh           |

Edinburgh South ist ein Wahlkreis für das Britische Unterhaus. Er wurde 1885 geschaffen und deckt die südlichen Gebiete der Council Area Edinburgh ab. Der Wahlkreis entsendet einen Abgeordneten.
Vor den Wahlen im Jahre 1997 war Edinburgh in sechs Wahlkreise untergliedert, von denen mit Edinburgh East and Musselburgh einer auch die Stadt Musselburgh im benachbarten East Lothian umfasste. Im Zuge der Wahlkreisreform 2005 wurde die Anzahl der Wahlkreise in Edinburgh auf fünf reduziert, die jedoch alleinig die Council Area selbst abdecken. Seitdem ist das abgedeckte Gebiet nicht mehr identisch mit dem Wahlkreis Edinburgh South für das schottische Parlament.

## Wahlergebnisse

### Unterhauswahlen 1885
| Ergebnisse der Unterhauswahlen 1885 | Ergebnisse der Unterhauswahlen 1885 | Ergebnisse der Unterhauswahlen 1885 | Ergebnisse der Unterhauswahlen 1885 |
| Partei                              | Kandidat                            | Stimmen                             | %                                   |
| ----------------------------------- | ----------------------------------- | ----------------------------------- | ----------------------------------- |
| Liberal                             | George Harrison                     | 4273                                | 59,8                                |
| Liberal                             | Thomas Raleigh                      | 2874                                | 40,2                                |

### Nachwahlen 1886
Mit dem Ableben von George Harrison wurden im Wahlkreis Edinburgh South Nachwahlen nötig.
| Ergebnisse der Nachwahlen 1886 | Ergebnisse der Nachwahlen 1886 | Ergebnisse der Nachwahlen 1886 | Ergebnisse der Nachwahlen 1886 |
| Partei                         | Kandidat                       | Stimmen                        | %                              |
| ------------------------------ | ------------------------------ | ------------------------------ | ------------------------------ |
| Liberal                        | Hugh Childers                  | 4029                           | 70,0                           |
| Conservative                   | Walter George Hepburne-Scott   | 1730                           | 30,0                           |

### Unterhauswahlen 1886
| Ergebnisse der Unterhauswahlen 1886 | Ergebnisse der Unterhauswahlen 1886 | Ergebnisse der Unterhauswahlen 1886 | Ergebnisse der Unterhauswahlen 1886 |
| Partei                              | Kandidat                            | Stimmen                             | %                                   |
| ----------------------------------- | ----------------------------------- | ----------------------------------- | ----------------------------------- |
| Liberal                             | Hugh Childers                       | 3778                                | 63,3                                |
| Liberal Unionist                    | Robert Purvis                       | 2191                                | 36,7                                |

### Unterhauswahlen 1892
| Ergebnisse der Unterhauswahlen 1892 | Ergebnisse der Unterhauswahlen 1892 | Ergebnisse der Unterhauswahlen 1892 | Ergebnisse der Unterhauswahlen 1892 | Ergebnisse der Unterhauswahlen 1892 |
| Partei                              | Kandidat                            | Stimmen                             | %                                   | ±                                   |
| ----------------------------------- | ----------------------------------- | ----------------------------------- | ----------------------------------- | ----------------------------------- |
| Liberal                             | Herbert Woodfield Paul              | 4692                                | 52,4                                | −10,9                               |
| Liberal Unionist                    | Lewis McIver                        | 4261                                | 47,6                                | +10,9                               |

### Unterhauswahlen 1895
| Ergebnisse der Unterhauswahlen 1895 | Ergebnisse der Unterhauswahlen 1895 | Ergebnisse der Unterhauswahlen 1895 | Ergebnisse der Unterhauswahlen 1895 | Ergebnisse der Unterhauswahlen 1895 |
| Partei                              | Kandidat                            | Stimmen                             | %                                   | ±                                   |
| ----------------------------------- | ----------------------------------- | ----------------------------------- | ----------------------------------- | ----------------------------------- |
| Liberal Unionist                    | Robert Cox                          | 4802                                | 50,5                                | +2,9                                |
| Liberal                             | Herbert Woodfield Paul              | 4705                                | 49,5                                | −2,9                                |

### Nachwahlen 1899
Mit dem Ableben von Robert Cox wurden im Wahlkreis Edinburgh South Nachwahlen erforderlich.
| Ergebnisse der Nachwahlen 1899 | Ergebnisse der Nachwahlen 1899 | Ergebnisse der Nachwahlen 1899 | Ergebnisse der Nachwahlen 1899 |
| Partei                         | Kandidat                       | Stimmen                        | %                              |
| ------------------------------ | ------------------------------ | ------------------------------ | ------------------------------ |
| Liberal                        | Arthur Dewar                   | 5820                           | 53,8                           |
| Conservative                   | Andrew Gilbert Wauchope        | 4989                           | 46,2                           |

### Unterhauswahlen 1900
| Ergebnisse der Unterhauswahlen 1900 | Ergebnisse der Unterhauswahlen 1900 | Ergebnisse der Unterhauswahlen 1900 | Ergebnisse der Unterhauswahlen 1900 |
| Partei                              | Kandidat                            | Stimmen                             | %                                   |
| ----------------------------------- | ----------------------------------- | ----------------------------------- | ----------------------------------- |
| Liberal Unionist                    | Andrew Agnew                        | 5766                                | 50,5                                |
| Liberal                             | Arthur Dewar                        | 5655                                | 49,5                                |

### Unterhauswahlen 1906
| Ergebnisse der Unterhauswahlen 1906 | Ergebnisse der Unterhauswahlen 1906 | Ergebnisse der Unterhauswahlen 1906 | Ergebnisse der Unterhauswahlen 1906 |
| Partei                              | Kandidat                            | Stimmen                             | %                                   |
| ----------------------------------- | ----------------------------------- | ----------------------------------- | ----------------------------------- |
| Liberal                             | Arthur Dewar                        | 8945                                | 63,8                                |
| Conservative                        | William C. Smith                    | 5085                                | 36,2                                |

### Unterhauswahlen Januar 1910
| Ergebnisse der Unterhauswahlen Januar 1910 | Ergebnisse der Unterhauswahlen Januar 1910 | Ergebnisse der Unterhauswahlen Januar 1910 | Ergebnisse der Unterhauswahlen Januar 1910 | Ergebnisse der Unterhauswahlen Januar 1910 |
| Partei                                     | Kandidat                                   | Stimmen                                    | %                                          | ±                                          |
| ------------------------------------------ | ------------------------------------------ | ------------------------------------------ | ------------------------------------------ | ------------------------------------------ |
| Liberal                                    | Arthur Dewar                               | 10.235                                     | 56,4                                       | −3,6                                       |
| Conservative                               | Harold B. Cox                              | 7901                                       | 43,6                                       | +3,6                                       |

### Nachwahlen 1910
Mit seiner Berufung zum Senator of the College of Justice gab Arthur Dewar sein Mandat zurück, wodurch im Wahlkreis Edinburgh South Nachwahlen nötig wurden.
| Ergebnisse der Nachwahlen 1910 | Ergebnisse der Nachwahlen 1910 | Ergebnisse der Nachwahlen 1910 | Ergebnisse der Nachwahlen 1910 |
| Partei                         | Kandidat                       | Stimmen                        | %                              |
| ------------------------------ | ------------------------------ | ------------------------------ | ------------------------------ |
| Liberal                        | Charles Henry Lyell            | 8694                           | 57,7                           |
| Liberal Unionist               | Ralph Glyn                     | 6367                           | 42,3                           |

### Unterhauswahlen Dezember 1910
| Ergebnisse der Unterhauswahlen Dezember 1910 | Ergebnisse der Unterhauswahlen Dezember 1910 | Ergebnisse der Unterhauswahlen Dezember 1910 | Ergebnisse der Unterhauswahlen Dezember 1910 |
| Partei                                       | Kandidat                                     | Stimmen                                      | %                                            |
| -------------------------------------------- | -------------------------------------------- | -------------------------------------------- | -------------------------------------------- |
| Liberal                                      | Charles Henry Lyell                          | 9576                                         | 54,8                                         |
| Conservative                                 | Charles Murray                               | 7986                                         | 45,2                                         |

### Nachwahlen 1917
Nachdem Charles Henry Lyell 1917 sein Mandat zurückgab, wurden im Wahlkreis am 12. Mai Nachwahlen durchgeführt. Der Liberale Edward Parrott erhielt das Mandat ohne Gegenkandidat.

### Unterhauswahlen 1918
| Ergebnisse der Unterhauswahlen 1918 | Ergebnisse der Unterhauswahlen 1918 | Ergebnisse der Unterhauswahlen 1918 | Ergebnisse der Unterhauswahlen 1918 | Ergebnisse der Unterhauswahlen 1918 |
| Partei                              | Kandidat                            | Stimmen                             | %                                   | ±                                   |
| ----------------------------------- | ----------------------------------- | ----------------------------------- | ----------------------------------- | ----------------------------------- |
| Unionist                            | Charles Murray                      | 14.874                              | 75,0                                | +29,8                               |
| Liberal                             | David Caird                         | 4966                                | 25,0                                | −29,8                               |

### Nachwahlen 1920
Mit der Ernennung von Charles David Murray zum Solicitor General wurden im Wahlkreis Edinburgh South Nachwahlen angesetzt.
| Ergebnisse der Nachwahlen 1920 | Ergebnisse der Nachwahlen 1920 | Ergebnisse der Nachwahlen 1920 | Ergebnisse der Nachwahlen 1920 | Ergebnisse der Nachwahlen 1920 |
| Partei                         | Kandidat                       | Stimmen                        | %                              | ±                              |
| ------------------------------ | ------------------------------ | ------------------------------ | ------------------------------ | ------------------------------ |
| Unionist                       | Charles Murray                 | 11.176                         | 57,7                           | −17,2                          |
| Liberal                        | Daniel Turner Holmes           | 8177                           | 42,3                           | +17,2                          |

### Unterhauswahlen 1922
| Ergebnisse der Unterhauswahlen 1922 | Ergebnisse der Unterhauswahlen 1922 | Ergebnisse der Unterhauswahlen 1922 | Ergebnisse der Unterhauswahlen 1922 | Ergebnisse der Unterhauswahlen 1922 |
| Partei                              | Kandidat                            | Stimmen                             | %                                   | ±                                   |
| ----------------------------------- | ----------------------------------- | ----------------------------------- | ----------------------------------- | ----------------------------------- |
| Unionist                            | Samuel Chapman                      | 14.843                              | 66,7                                | +9,0                                |
| National Liberal                    | Catherine Alderton                  | 7408                                | 33,3                                | −9,0                                |

### Unterhauswahlen 1923
| Ergebnisse der Unterhauswahlen 1923 | Ergebnisse der Unterhauswahlen 1923 | Ergebnisse der Unterhauswahlen 1923 | Ergebnisse der Unterhauswahlen 1923 | Ergebnisse der Unterhauswahlen 1923 |
| Partei                              | Kandidat                            | Stimmen                             | %                                   | ±                                   |
| ----------------------------------- | ----------------------------------- | ----------------------------------- | ----------------------------------- | ----------------------------------- |
| Unionist                            | Samuel Chapman                      | 12.504                              | 55,1                                | −11,6                               |
| Liberal                             | W. Hope                             | 10.194                              | 44,9                                | +11,6                               |

### Unterhauswahlen 1924
| Ergebnisse der Unterhauswahlen 1924 | Ergebnisse der Unterhauswahlen 1924 | Ergebnisse der Unterhauswahlen 1924 | Ergebnisse der Unterhauswahlen 1924 | Ergebnisse der Unterhauswahlen 1924 |
| Partei                              | Kandidat                            | Stimmen                             | %                                   | ±                                   |
| ----------------------------------- | ----------------------------------- | ----------------------------------- | ----------------------------------- | ----------------------------------- |
| Unionist                            | Samuel Chapman                      | 15.854                              | 64,4                                | +9,3                                |
| Liberal                             | David Cleghorn Thomson              | 8777                                | 35,6                                | −9,3                                |

### Unterhauswahlen 1929
| Ergebnisse der Unterhauswahlen 1929 | Ergebnisse der Unterhauswahlen 1929 | Ergebnisse der Unterhauswahlen 1929 | Ergebnisse der Unterhauswahlen 1929 | Ergebnisse der Unterhauswahlen 1929 |
| Partei                              | Kandidat                            | Stimmen                             | %                                   | ±                                   |
| ----------------------------------- | ----------------------------------- | ----------------------------------- | ----------------------------------- | ----------------------------------- |
| Unionist                            | Samuel Chapman                      | 19.541                              | 56,7                                | −7,7                                |
| Liberal                             | Arthur Pillans Laurie               | 9849                                | 28,6                                | −7,0                                |
| Labour                              | Arthur Woodburn                     | 5050                                | 14,7                                | +14,7                               |

### Unterhauswahlen 1931
Samuel Chapman hielt sein Mandat ohne Gegenkandidaten.

### Unterhauswahlen 1935
| Ergebnisse der Unterhauswahlen 1935 | Ergebnisse der Unterhauswahlen 1935 | Ergebnisse der Unterhauswahlen 1935 | Ergebnisse der Unterhauswahlen 1935 |
| Partei                              | Kandidat                            | Stimmen                             | %                                   |
| ----------------------------------- | ----------------------------------- | ----------------------------------- | ----------------------------------- |
| Unionist                            | Samuel Chapman                      | 27.254                              | 83,6                                |
| Labour                              | B. Woodburn                         | 5365                                | 16,4                                |

### Unterhauswahlen 1945
| Ergebnisse der Unterhauswahlen 1945 | Ergebnisse der Unterhauswahlen 1945 | Ergebnisse der Unterhauswahlen 1945 | Ergebnisse der Unterhauswahlen 1945 | Ergebnisse der Unterhauswahlen 1945 |
| Partei                              | Kandidat                            | Stimmen                             | %                                   | ±                                   |
| ----------------------------------- | ----------------------------------- | ----------------------------------- | ----------------------------------- | ----------------------------------- |
| Unionist Party                      | William Darling                     | 23.652                              | 70,8                                | −12,8                               |
| Labour                              | W.P. Earsman                        | 9767                                | 29,2                                | +12,8                               |

### Unterhauswahlen 1950
| Ergebnisse der Unterhauswahlen 1950 | Ergebnisse der Unterhauswahlen 1950 | Ergebnisse der Unterhauswahlen 1950 | Ergebnisse der Unterhauswahlen 1950 | Ergebnisse der Unterhauswahlen 1950 |
| Partei                              | Kandidat                            | Stimmen                             | %                                   | ±                                   |
| ----------------------------------- | ----------------------------------- | ----------------------------------- | ----------------------------------- | ----------------------------------- |
| Unionist Party                      | William Darling                     | 23.652                              | 65,0                                | −5,8                                |
| Labour                              | W.P. Earsman                        | 8725                                | 24,6                                | −4,6                                |
| Liberal                             | Lionel Henry Daiches                | 3699                                | 10,4                                | +10,4                               |

### Unterhauswahlen 1951
| Ergebnisse der Unterhauswahlen 1951 | Ergebnisse der Unterhauswahlen 1951 | Ergebnisse der Unterhauswahlen 1951 | Ergebnisse der Unterhauswahlen 1951 | Ergebnisse der Unterhauswahlen 1951 |
| Partei                              | Kandidat                            | Stimmen                             | %                                   | ±                                   |
| ----------------------------------- | ----------------------------------- | ----------------------------------- | ----------------------------------- | ----------------------------------- |
| Unionist Party                      | William Darling                     | 26.545                              | 72,6                                | +7,6                                |
| Labour                              | J.A. Forsyth                        | 10.030                              | 27,4                                | +2,8                                |

### Unterhauswahlen 1955
| Ergebnisse der Unterhauswahlen 1955 | Ergebnisse der Unterhauswahlen 1955 | Ergebnisse der Unterhauswahlen 1955 | Ergebnisse der Unterhauswahlen 1955 | Ergebnisse der Unterhauswahlen 1955 |
| Partei                              | Kandidat                            | Stimmen                             | %                                   | ±                                   |
| ----------------------------------- | ----------------------------------- | ----------------------------------- | ----------------------------------- | ----------------------------------- |
| Unionist Party                      | William Darling                     | 24.836                              | 67,5                                | −5,1                                |
| Labour                              | J.A. Forsyth                        | 11.949                              | 32,5                                | +5,1                                |

### Nachwahlen 1957
| Ergebnisse der Nachwahlen 1957 | Ergebnisse der Nachwahlen 1957 | Ergebnisse der Nachwahlen 1957 | Ergebnisse der Nachwahlen 1957 | Ergebnisse der Nachwahlen 1957 |
| Partei                         | Kandidat                       | Stimmen                        | %                              | ±                              |
| ------------------------------ | ------------------------------ | ------------------------------ | ------------------------------ | ------------------------------ |
| Unionist Party                 | Michael Clark Hutchison        | 14.421                         | 45,6                           | −21,9                          |
| Labour                         | J.A. Forsyth                   | 9781                           | 30,9                           | −1,6                           |
| Liberal                        | William Douglas-Home           | 7439                           | 23,5                           | +23,5                          |

### Unterhauswahlen 1959
| Ergebnisse der Unterhauswahlen 1959 | Ergebnisse der Unterhauswahlen 1959 | Ergebnisse der Unterhauswahlen 1959 | Ergebnisse der Unterhauswahlen 1959 | Ergebnisse der Unterhauswahlen 1959 |
| Partei                              | Kandidat                            | Stimmen                             | %                                   | ±                                   |
| ----------------------------------- | ----------------------------------- | ----------------------------------- | ----------------------------------- | ----------------------------------- |
| Unionist Party                      | Michael Clark Hutchison             | 22.799                              | 57,6                                | +12,0                               |
| Labour                              | A.D. Reid                           | 11.285                              | 28,5                                | −2,4                                |
| Liberal                             | William Douglas-Home                | 5505                                | 13,9                                | −9,6                                |

### Unterhauswahlen 1964
| Ergebnisse der Unterhauswahlen 1964 | Ergebnisse der Unterhauswahlen 1964 | Ergebnisse der Unterhauswahlen 1964 | Ergebnisse der Unterhauswahlen 1964 | Ergebnisse der Unterhauswahlen 1964 |
| Partei                              | Kandidat                            | Stimmen                             | %                                   | ±                                   |
| ----------------------------------- | ----------------------------------- | ----------------------------------- | ----------------------------------- | ----------------------------------- |
| Unionist Party                      | Michael Clark Hutchison             | 21.375                              | 53,2                                | −4,4                                |
| Labour                              | J.W. Kerr                           | 13.555                              | 33,7                                | +5,2                                |
| Liberal                             | R.H. Guild                          | 5272                                | 13,1                                | −0,8                                |

### Unterhauswahlen 1966
| Ergebnisse der Unterhauswahlen 1966 | Ergebnisse der Unterhauswahlen 1966 | Ergebnisse der Unterhauswahlen 1966 | Ergebnisse der Unterhauswahlen 1966 | Ergebnisse der Unterhauswahlen 1966 |
| Partei                              | Kandidat                            | Stimmen                             | %                                   | ±                                   |
| ----------------------------------- | ----------------------------------- | ----------------------------------- | ----------------------------------- | ----------------------------------- |
| Conservative                        | Michael Clark Hutchison             | 20.820                              | 53,2                                | ±0,0                                |
| Labour                              | J.W. Kerr                           | 15.487                              | 39,5                                | +5,8                                |
| SNP                                 | H.M. Robertson                      | 2856                                | 7,3                                 | +7,3                                |

### Unterhauswahlen 1970
| Ergebnisse der Unterhauswahlen 1970 | Ergebnisse der Unterhauswahlen 1970 | Ergebnisse der Unterhauswahlen 1970 | Ergebnisse der Unterhauswahlen 1970 | Ergebnisse der Unterhauswahlen 1970 |
| Partei                              | Kandidat                            | Stimmen                             | %                                   | ±                                   |
| ----------------------------------- | ----------------------------------- | ----------------------------------- | ----------------------------------- | ----------------------------------- |
| Conservative                        | Michael Clark Hutchison             | 19.851                              | 48,1                                | −5,1                                |
| Labour                              | J. Henderson                        | 15.071                              | 36,5                                | −3,0                                |
| Liberal                             | R.H. Guild                          | 3469                                | 8,4                                 | +8,4                                |
| SNP                                 | D.J. Stevenson                      | 2861                                | 6,9                                 | −0,4                                |

### Unterhauswahlen Februar 1974
| Ergebnisse der Unterhauswahlen Februar 1974 | Ergebnisse der Unterhauswahlen Februar 1974 | Ergebnisse der Unterhauswahlen Februar 1974 | Ergebnisse der Unterhauswahlen Februar 1974 | Ergebnisse der Unterhauswahlen Februar 1974 |
| Partei                                      | Kandidat                                    | Stimmen                                     | %                                           | ±                                           |
| ------------------------------------------- | ------------------------------------------- | ------------------------------------------- | ------------------------------------------- | ------------------------------------------- |
| Conservative                                | Michael Clark Hutchison                     | 18.784                                      | 41,7                                        | −6,4                                        |
| Labour                                      | T.J. Davies                                 | 12.403                                      | 27,5                                        | −9,0                                        |
| Liberal                                     | N. Gordon                                   | 8073                                        | 17,9                                        | +9,5                                        |
| SNP                                         | R. Shirley                                  | 5770                                        | 12,8                                        | +5,9                                        |

### Unterhauswahlen Oktober 1974
| Ergebnisse der Unterhauswahlen Oktober 1974 | Ergebnisse der Unterhauswahlen Oktober 1974 | Ergebnisse der Unterhauswahlen Oktober 1974 | Ergebnisse der Unterhauswahlen Oktober 1974 | Ergebnisse der Unterhauswahlen Oktober 1974 |
| Partei                                      | Kandidat                                    | Stimmen                                     | %                                           | ±                                           |
| ------------------------------------------- | ------------------------------------------- | ------------------------------------------- | ------------------------------------------- | ------------------------------------------- |
| Conservative                                | Michael Clark Hutchison                     | 14.962                                      | 35,9                                        | −5,8                                        |
| Labour                                      | C. Haddow                                   | 11.736                                      | 28,2                                        | +0,7                                        |
| SNP                                         | R. Shirley                                  | 9034                                        | 21,7                                        | +8,9                                        |
| Liberal                                     | N.L. Gordon                                 | 5921                                        | 14,2                                        | −3,7                                        |

### Unterhauswahlen 1979
| Ergebnisse der Unterhauswahlen 1979 | Ergebnisse der Unterhauswahlen 1979 | Ergebnisse der Unterhauswahlen 1979 | Ergebnisse der Unterhauswahlen 1979 | Ergebnisse der Unterhauswahlen 1979 |
| Partei                              | Kandidat                            | Stimmen                             | %                                   | ±                                   |
| ----------------------------------- | ----------------------------------- | ----------------------------------- | ----------------------------------- | ----------------------------------- |
| Conservative                        | Michael Ancram                      | 17.986                              | 39,7                                | +3,8                                |
| Labour                              | Gordon Brown                        | 15.526                              | 34,3                                | +6,1                                |
| Liberal                             | J.P.B. Lovell                       | 7400                                | 16,4                                | +2,2                                |
| SNP                                 | R. Shirley                          | 3800                                | 8,4                                 | −13,3                               |
| Ecology                             | S.M. Biggar                         | 552                                 | 1,2                                 | +1,2                                |

### Unterhauswahlen 1983
| Ergebnisse der Unterhauswahlen 1983 | Ergebnisse der Unterhauswahlen 1983 | Ergebnisse der Unterhauswahlen 1983 | Ergebnisse der Unterhauswahlen 1983 | Ergebnisse der Unterhauswahlen 1983 |
| Partei                              | Kandidat                            | Stimmen                             | %                                   | ±                                   |
| ----------------------------------- | ----------------------------------- | ----------------------------------- | ----------------------------------- | ----------------------------------- |
| Conservative                        | Michael Ancram                      | 16.485                              | 36,8                                | −2,9                                |
| SDP                                 | J. Godfrey                          | 12.830                              | 28,6                                | +28,6                               |
| Labour                              | R. McCreadie                        | 12.824                              | 28,6                                | −5,7                                |
| SNP                                 | James A. McGugan                    | 2256                                | 5,0                                 | −3,4                                |
| Ecology                             | L. Hendry                           | 450                                 | 1,0                                 | −0,2                                |

### Unterhauswahlen 1987
| Ergebnisse der Unterhauswahlen 1987 | Ergebnisse der Unterhauswahlen 1987 | Ergebnisse der Unterhauswahlen 1987 | Ergebnisse der Unterhauswahlen 1987 | Ergebnisse der Unterhauswahlen 1987 |
| Partei                              | Kandidat                            | Stimmen                             | %                                   | ±                                   |
| ----------------------------------- | ----------------------------------- | ----------------------------------- | ----------------------------------- | ----------------------------------- |
| Labour                              | Nigel Griffiths                     | 18.211                              | 37,7                                | +9,1                                |
| Conservative                        | Michael Ancram                      | 16.352                              | 33,8                                | −3,0                                |
| SDP                                 | D.A. Graham                         | 10.900                              | 22,5                                | −6,1                                |
| SNP                                 | R. Moore                            | 2455                                | 5,1                                 | +0,1                                |
| Green                               | R. Clark                            | 440                                 | 0,9                                 | −0,1                                |

### Unterhauswahlen 1992
| Ergebnisse der Unterhauswahlen 1992 | Ergebnisse der Unterhauswahlen 1992 | Ergebnisse der Unterhauswahlen 1992 | Ergebnisse der Unterhauswahlen 1992 | Ergebnisse der Unterhauswahlen 1992 |
| Partei                              | Kandidat                            | Stimmen                             | %                                   | ±                                   |
| ----------------------------------- | ----------------------------------- | ----------------------------------- | ----------------------------------- | ----------------------------------- |
| Labour                              | Nigel Griffiths                     | 18.485                              | 41,5                                | +3,8                                |
| Conservative                        | Struan Stevenson                    | 14.309                              | 32,1                                | −1,7                                |
| Liberal Democrats                   | Bob McCreadie                       | 5961                                | 13,4                                | +13,4                               |
| SNP                                 | Roger Knox                          | 5727                                | 12,8                                | +7,7                                |
| Natural Law                         | George Manclark                     | 108                                 | 0,2                                 | +0,2                                |

### Unterhauswahlen 1997
| Ergebnisse der Unterhauswahlen 1997 | Ergebnisse der Unterhauswahlen 1997 | Ergebnisse der Unterhauswahlen 1997 | Ergebnisse der Unterhauswahlen 1997 | Ergebnisse der Unterhauswahlen 1997 |
| Partei                              | Kandidat                            | Stimmen                             | %                                   | ±                                   |
| ----------------------------------- | ----------------------------------- | ----------------------------------- | ----------------------------------- | ----------------------------------- |
| Labour                              | Nigel Griffiths                     | 20.993                              | 46,8                                | +5,3                                |
| Conservative                        | Elizabeth Smith                     | 9541                                | 21,3                                | −10,9                               |
| Liberal Democrats                   | Mike Pringle                        | 7911                                | 17,6                                | +4,2                                |
| SNP                                 | John Hargreaves                     | 5791                                | 12,9                                | +0,1                                |
| Referendum Party                    | Ian McLean                          | 504                                 | 1,1                                 | +1,1                                |
| Natural Law                         | Ian McLean                          | 98                                  | 0,2                                 | ±0,0                                |

### Unterhauswahlen 2001
| Ergebnisse der Unterhauswahlen 2001 | Ergebnisse der Unterhauswahlen 2001 | Ergebnisse der Unterhauswahlen 2001 | Ergebnisse der Unterhauswahlen 2001 | Ergebnisse der Unterhauswahlen 2001 |
| Partei                              | Kandidat                            | Stimmen                             | %                                   | ±                                   |
| ----------------------------------- | ----------------------------------- | ----------------------------------- | ----------------------------------- | ----------------------------------- |
| Labour                              | Nigel Griffiths                     | 15.671                              | 42,2                                | −4,6                                |
| Liberal Democrats                   | Marilyne MacLaren                   | 10.172                              | 27,4                                | +9,8                                |
| Conservative                        | Gordon Buchan                       | 6127                                | 16,6                                | −4,7                                |
| SNP                                 | Heather Williams                    | 3683                                | 9,9                                 | −3,0                                |
| Socialist                           | Colin Fox                           | 933                                 | 2,5                                 | +2,5                                |
| Legalise Cannabis                   | Margaret Hendry                     | 535                                 | 1,4                                 | +1,4                                |

### Unterhauswahlen 2005
| Ergebnisse der Unterhauswahlen 2005 | Ergebnisse der Unterhauswahlen 2005 | Ergebnisse der Unterhauswahlen 2005 | Ergebnisse der Unterhauswahlen 2005 | Ergebnisse der Unterhauswahlen 2005 |
| Partei                              | Kandidat                            | Stimmen                             | %                                   | ±                                   |
| ----------------------------------- | ----------------------------------- | ----------------------------------- | ----------------------------------- | ----------------------------------- |
| Labour                              | Nigel Griffiths                     | 14.188                              | 33,2                                | −9,0                                |
| Liberal Democrats                   | Marilyne MacLaren                   | 13.783                              | 32,3                                | +4,9                                |
| Conservative                        | Gavin Brown                         | 10.291                              | 24,1                                | +7,5                                |
| SNP                                 | Graham Sutherland                   | 2635                                | 6,2                                 | −3,7                                |
| Green                               | Steve Burgess                       | 1387                                | 3,3                                 | +3,3                                |
| Socialist                           | Morag Robertson                     | 414                                 | 1,0                                 | −1,5                                |

### Unterhauswahlen 2010
| Ergebnisse der Unterhauswahlen 2010 | Ergebnisse der Unterhauswahlen 2010 | Ergebnisse der Unterhauswahlen 2010 | Ergebnisse der Unterhauswahlen 2010 | Ergebnisse der Unterhauswahlen 2010 |
| Partei                              | Kandidat                            | Stimmen                             | %                                   | ±                                   |
| ----------------------------------- | ----------------------------------- | ----------------------------------- | ----------------------------------- | ----------------------------------- |
| Labour                              | Ian Murray                          | 15.215                              | 34,7                                | +1,5                                |
| Liberal Democrats                   | Fred Mackintosh                     | 14.899                              | 34,0                                | +1,7                                |
| Conservative                        | Neil Hudson                         | 9452                                | 21,6                                | −2,5                                |
| SNP                                 | Sandy Howat                         | 3354                                | 7,7                                 | +1,5                                |
| Green                               | Steve Burgess                       | 881                                 | 2,0                                 | −1,3                                |

### Unterhauswahlen 2015
| Ergebnisse der Unterhauswahlen 2015 | Ergebnisse der Unterhauswahlen 2015 | Ergebnisse der Unterhauswahlen 2015 | Ergebnisse der Unterhauswahlen 2015 | Ergebnisse der Unterhauswahlen 2015 |
| Partei                              | Kandidat                            | Stimmen                             | %                                   | ±                                   |
| ----------------------------------- | ----------------------------------- | ----------------------------------- | ----------------------------------- | ----------------------------------- |
| Labour                              | Ian Murray                          | 19.293                              | 39,1                                | +4,4                                |
| SNP                                 | Neil Hay                            | 16.656                              | 33,8                                | +26,1                               |
| Conservative                        | Miles Briggs                        | 8626                                | 17,5                                | −4,1                                |
| Green                               | Phyl Meyer                          | 2090                                | 4,2                                 | +2,2                                |
| Liberal Democrats                   | Pramod Subbaraman                   | 1823                                | 3,7                                 | −30,3                               |
| UKIP                                | Paul Marshall                       | 601                                 | 1,2                                 | +1,2                                |
| SSP                                 | Colin Fox                           | 197                                 | 0,4                                 | +0,4                                |

### Unterhauswahlen 2017
| Ergebnisse der Unterhauswahlen 2017 | Ergebnisse der Unterhauswahlen 2017 | Ergebnisse der Unterhauswahlen 2017 | Ergebnisse der Unterhauswahlen 2017 | Ergebnisse der Unterhauswahlen 2017 |
| Partei                              | Kandidat                            | Stimmen                             | %                                   | ±                                   |
| ----------------------------------- | ----------------------------------- | ----------------------------------- | ----------------------------------- | ----------------------------------- |
| Labour                              | Ian Murray                          | 26.269                              | 54,9                                | +15,8                               |
| SNP                                 | Jim Eadie                           | 10.755                              | 22,5                                | −11,3                               |
| Conservative                        | Stephanie Smith                     | 9428                                | 19,7                                | +2,2                                |
| Liberal Democrats                   | Alan Beal                           | 1388                                | 2,9                                 | −0,8                                |

### Unterhauswahlen 2019
| Ergebnisse der Unterhauswahlen 2019 | Ergebnisse der Unterhauswahlen 2019 | Ergebnisse der Unterhauswahlen 2019 | Ergebnisse der Unterhauswahlen 2019 | Ergebnisse der Unterhauswahlen 2019 |
| Partei                              | Kandidat                            | Stimmen                             | %                                   | ±                                   |
| ----------------------------------- | ----------------------------------- | ----------------------------------- | ----------------------------------- | ----------------------------------- |
| Labour                              | Ian Murray                          | 23.745                              | 47,7                                | −7,2                                |
| SNP                                 | Catriona MacDonald                  | 12.650                              | 25,4                                | +2,9                                |
| Conservative                        | Nick Cook                           | 8161                                | 16,4                                | −3,3                                |
| Liberal Democrats                   | Alan Beal                           | 3819                                | 7,7                                 | +4,8                                |
| Green                               | Kate Nevens                         | 1357                                | 2,7                                 | +2,7                                |